# Eteronomia
L'eteronomia (dal greco antico ἕτερος éteros «diverso, altro» e νόμος nómos «legge, governo») in sociologia e nell'etica è la condizione per cui un soggetto (individuale o collettivo) agisce ricevendo fuori da se stesso la norma e la ragione della propria azione, attribuendone dunque la colpa, la responsabilità, la vergogna ecc. ad altri all'infuori di sé. Il termine è storicamente attribuito al filosofo Immanuel Kant.
Nel 1961 il concetto di eteronomia in campo sociologico è stato documentato scientificamente dallo psicologo sociale statunitense Stanley Milgram, attraverso il famoso Esperimento di Milgram. Fu anche usato nel 1971 dal dottor Philip Zimbardo per descrivere gli effetti sociali e psicologici dell'esperimento carcerario di Stanford.
Il filosofo Cornelius Castoriadis ha fortemente contrastato il carattere di eteronomia (cioè quasi di alienazione, in ottica socialista) di tutte le società fondate su istituzioni (dunque leggi, tradizioni e comportamenti rituali) anteponendovi quello di autonomia, nel senso di autoemancipazione ed autogoverno dei singoli: senza pertanto attribuire ad altre entità esistenti o immaginarie alcuna autorità che sia "extra-sociale" (ad esempio Dio, lo Stato, gli antenati, la necessità storica, ecc).